# همیشه اسکوت
همیشه اسکوت (انگلیسی: Scout toujours...) یک فیلم کمدی فرانسوی به کارگردانی ژرار ژونیو است که در سال ۱۹۸۵ اکران شده‌است.